# John Buchanan (pionnier américain)
Pour les articles homonymes, voir John Buchanan et Buchanan.
John Buchanan, alias « Major » John Buchanan, (né le 12 janvier 1759) est un fontiersman et un des fondateurs de Nashville, dans le Tennessee. Il est célèbre pour avoir défendu sa ferme Buchanan Station  contre une attaque de plusieurs centaines d'Indiens le 30 septembre 1792. La défense héroïque de la Station Buchanan sauva la jeune Nashville qui ne s'était pas préparée malgré les rumeurs faisant état d'une attaque indienne imminente. De leur côté, les Indiens reculèrent, en ordre dispersé, causant, au cours de leur retraite, des dégâts considérables aux fermes éloignées, ce qui les détourna de Nashville.
Non seulement la défense de la Station Buchanan protégea Nashville, mais elle remonta le moral des pionniers à une période sombre et difficile. Souvent donné en exemple au cours des décennies suivantes, ce fait d'armes est présenté comme le symbole du courage et de la détermination des fondateurs de l'État du Tennessee.

## Histoire
Les racines du « Major » Buchanan remontent à Anselan O Kyan, fils du roi d'Ulster, Dermond O Kyan d'Irlande et fondateur du clan Buchanan. Anselan ayant fui l'Irlande s'établit sur la côte nord d'Argyll, en Écosse, près de The Lennox, au nord de ce qui est devenu la ville de Glasgow, vers l'an 1016. Anselan assisté de Malcolm II d'Écosse parvint à repousser ses vieux ennemis, les Danois, à deux reprises. Pour ces faits d'armes, Anselan reçut une terre dans le nord de l'Écosse, à l'est du Loch Lomond et au nom de Buchanan furent associés un blason et un cri de guerre.
John Buchanan était l'arrière-petit-fils de Thomas Buchanan, qui quitta l'Écosse en 1702 avec un des frères  et une sœur pour se réinstaller dans le comté de Donegal, en Irlande. Thomas Buchanan et son épouse, Jane Trimble, furent parmi les premiers colons à émigrer en Amérique du Nord. Ils s'installèrent à Harrisburg, en Pennsylvanie, où le Major John Buchanan naquit en 1759.

## Établissement au Cumberland
À l'âge de vingt ans, John Buchanan et sa famille arrivèrent à la future Nashville pendant l'hiver particulièrement froid de 1779-1780, il prit la présidence du parti de James Robertson. Après avoir perdu son frère Alexandre servant dans un régiment d'infanterie à Nashborough (en) lors de la « bataille des Bluffs» en 1781, il écrivit le premier livre publié à Nashville : Livre d'Arithmétique par John Buchanan.
Après avoir vécu approximativement quatre ans à Fort Nashborough, Buchanan et sa famille s'établirent quelque miles à l'Est où il établit la Station Buchanan dans la vallée du Moulin, Mill Creek, où se trouvent aujourd'hui la Elm Hill Pike et la Massman avenue à Nashville. Vers 1786, le Major John épousa Margaret Kennedy qui mourut en couches en lui donnant son unique fils, John Buchanan II (en fait John III), né le 15 mai 1787. Sa seconde épouse, Sarah Ridley, lui donna treize enfants : George, Alexander, Elizabeth, Samuel, William, Jane T., James B., Moses R., Sarah V., Charles B., Richard G., Henry R. et Nancy M.
Comme G.R. McGeel' écrit dans Une Histoire du Tennessee de 1663 à 1905 : « Pendant l'été 1780, les Indiens commencèrent à tuer les colons et les chasseurs, qui se déplaçaient seuls ou en petits groupes, tout au long de la saison. Il n'y avait pas de menace ouverte sur les colonies, mais si un homme sortait pour récolter du maïs, pour chasser, pour renouveler ses provisions, ou rendre visiter à un voisin il courait le danger d'être abattu par un Indien caché dans un fourré ou une roselière ».

## Siège de Fort Buchanan
La guerre des Chickamaugas atteint son paroxysme à Buchanan Station, le 30 septembre 1792, où seulement une poignée de défenseurs tint tête à plusieurs centaines d'Amérindiens cherchant à détruire toutes les colonies du Cumberland. Buchanan et ses compatriotes les arrêtèrent avant de se replier sur Nashville sans perdre un seul colon. Historien du XIXe siècle, J.G.M. Ramsey appelle cette victoire « un exploit de bravoure qui n'a guère été dépassé dans tous les annales de la guerre de frontière ».
La Station de Buchanan située à Mill Creek, à environ quatre miles au sud de la nouvelle colonie de Nashville, se composait de quelques bâtiments entourés d'une palissade de piquets et d'un blockhaus à l'entrée principale donnant sur la crique, Tout au long du XIXe siècle, la Station resta dans les mémoires comme un symbole de la détermination qui a créé l'État du Tennessee.
Récemment fondée, Nashville ne comptait guère que soixante familles, et était isolé au milieu d'un désert hostile et menaçant. Les communications avec les établissements les plus proches, Knoxville dans l'est, Tennessee et Natchez plus au sud sur le Mississippi, étaient longues et précaires. La zone avait été transférée au gouvernement fédéral des États-Unis, sous la responsabilité de la Caroline du Nord, en 1790, mais personne n'avait ni la volonté ni les moyens d'offrir à un petit avant-poste une protection efficace bien que qu'il fut proche des Amérindiens lésés par la perte de leurs territoires de traditionnels, et soumis à des influences de puissances étrangères. Menacées par la montée de la nouvelle république américaine, la Grande-Bretagne et l'Espagne encourageaient les tribus indiennes à résister à son expansion pour créer une zone tampon entre elles et leurs propres possessions coloniales. Au Nord, dans l'Ohio, les Britanniques considéraient les Indiens comme une partie essentielle de la défense du Canada, tandis que le baron Carondelet, gouverneur du territoire espagnol au sud du 31e parallèle et à l'ouest du Mississippi, armait les Indiens du sud et les exhortait à s'unir contre le Américains. Un correspondant espagnol invitait à placer « un obstacle au progrès rapide des Américains à l'ouest et à élever une barrière entre ces gens entreprenants et les possessions espagnoles ». Dans ces circonstances, les positions isolées des colonies de pionniers américains était peu enviables, et en 1792 les Bledsoe (en) et les Stations de Ziegler au nord de Nashville furent envahies par des groupes d'Indiens, plus petits que celui qui attaqua Buchanan plus tard dans l'année.
L'assaut sur la Station Buchanan n'était pas un simple raid, mais une tentative pour éliminer Nashville, soutenue par des armes espagnoles et des approvisionnements sûrs en provenance de Pensacola. Quelque quatre cents Cherokees, Creeks, et Shawnees sous le commandement d'un chef Cherokee nommé John Watts avança sur Nashville et ses colonies périphériques le long du cours inférieur du fleuve Tennessee. Supposant que la Station Buchanan pourrait être éliminée rapidement, les Indiens tentèrent une attaque surprise, de nuit. La Station comptait une poignée de défenseurs, une quinzaine d'hommes dirigés par le major John qui tenaient les meurtrières tandis que leurs femmes et enfants, les approvisionnaient en fusils et carabines rechargés, en nourriture, coulaient de nouvelles munitions. Au cours d'un furieux combat, les Indiens tentèrent de prendre d'assaut la palissade et de mettre le feu au toit du blockhaus, mais ils furent repoussés au terme d'un combat de plus deux heures.